# Rodolphia
Rodolphia là một chi bướm đêm thuộc họ Sesiidae.

## Các loài
- Rodolphia hombergi  Le Cerf, 1911